# エフゲニー・サフチェンコ

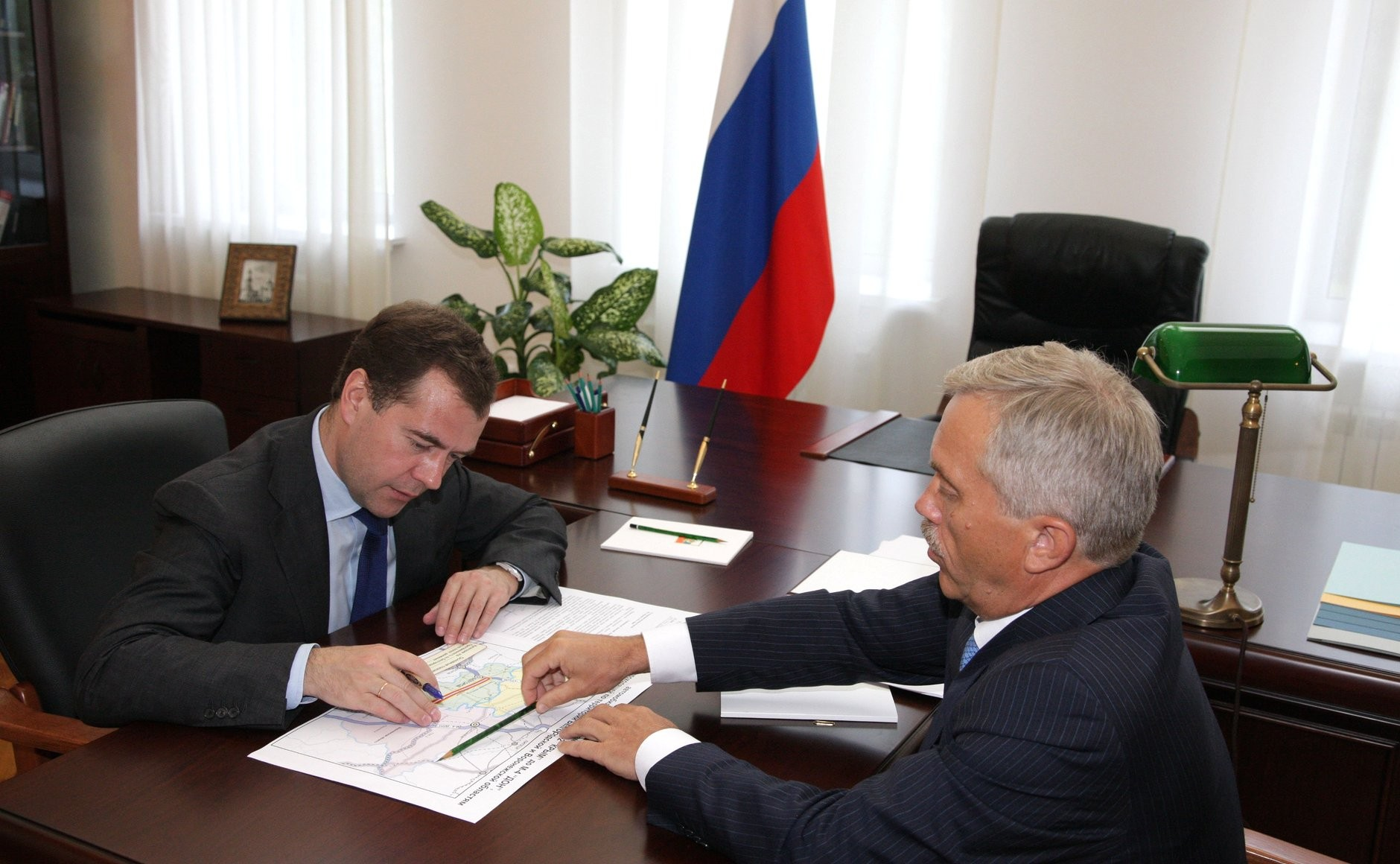
ドミートリー・メドヴェージェフ大統領（左）と会談するエフゲニー・サフチェンコ（2010年7月13日撮影）

エフゲニー・ステパノヴィチ・サフチェンコ（ロシア語: Евгений Степанович Савченко、ラテン文字表記の例：Yevgenii Stepanovich Savchenko、1950年4月8日 - ）は、ロシアの政治家、農業専門家。現在、連邦院（上院）議員。1993年から2020年まで27年間にわたりベルゴロド州知事を務めた。ロシア農業党を経て統一ロシア所属。

## 来歴
1950年、ソビエト連邦クルスク州クラスナヤ・ヤルガ村（1954年ベルゴロド州に編入）に生まれる。スタロースコルスキー技術高校を卒業し、農業専門家としてコルホーズやソフホーズに勤務する。その後、地元とモスクワで勤務し、ソ連共産党中央委員会機構やロシア農業省で働いた。
1993年10月11日、ボリス・エリツィン大統領によって、ベルゴロド州行政長官代行を経て、12月18日に行政長官（知事）に就任した。1995年の知事選挙で知事に選出される。1999年知事選挙で対抗馬のロシア自由民主党のウラジーミル・ジリノフスキーを破って再選。2003年知事選挙では、約61パーセントを獲得、ロシア連邦共産党のヴァシリー・アルトゥーホフらに大差をつけて三選を果たした。2007年に四選、2012年に五選、2017年9月10日に六選された。ウラジーミル・プーチンの熱心な支持者であり、農業党から与党統一ロシアに移籍した。2020年9月、上院議員に転出するため知事を退任。これによりボリス・エリツィン大統領時代に任命された州知事が全員退任することとなった。
私生活では、夫人との間に二女あり。